# Ken Armstrong
Kenneth Armstrong (Bradford, 3 giugno 1924 – Nuova Zelanda, 13 giugno 1984) è stato un allenatore di calcio e calciatore inglese naturalizzato neozelandese, di ruolo centrocampista.
Nel 1991 fu introdotto postumo nella New Zealand Soccer Media Association Hall of Fame.

## Biografia
Nato a Bradford nel 1924, durante la Seconda guerra mondiale Armstrong aveva prestato servizio alla Royal Air Force.
I figli di Ken, Ron e Brian, sono entrambi ex calciatori che hanno rappresentato gli All Whites, mentre la figlia di Ron, Bridgette Armstrong, ha rappresentato la Nuova Zelanda a livello nazionale e ai Mondiali femminili Under-17 2008.
Morì nel 1984; le sue ceneri furono sparse sullo Stamford Bridge.

## Caratteristiche tecniche
Era un'ala.

## Carriera

### Club
Aveva giocato per la maggior parte della sua carriera al Chelsea, che lo aveva acquistato dal Bradford Rovers. Con il Chelsea è stato campione d'Inghilterra nel 1954-1955 guidato da Ted Drake, con 39 partite disputate. Ha giocato oltre 400 partite al Chelsea, con il record assoluto di presenze in campionato (362), segnando per il club londinese 30 gol.
Dopo aver lasciato il Chelsea, Armstorng si trasferì a Gisborne in Nuova Zelanda, per continuare a giocare in club locali, come Eastern Suburbs e North Shore Utd, vincendo quattro Chatham Cup.
In seguito cominciò a intraprendere la carriera di giocatore-allenatore all'University-Mount Wellington, vincendo due volte il campionato (1972 e 1974) e un'altra Chatham Cup, nel 1973.
Ha giocato la sua ultima partita nel 1971, all'età di 47 anni, per poi diventare CT della Nazionale neozelandese.

### Nazionale
Armstrong era stato convocato dall'Inghilterra per i Mondiali 1954, venendo alla fine scelto come riserva e non arrivando, perciò, a disputare il Mondiale in Svizzera. Con la Nazionale inglese disputò una sola partita: la vittoria contro la Scozia 7-2 a Wembley.
Dopo essere arrivato in Nuova Zelanda nel 1957, ha giocato con la Nazionale neozelandese 13 partite, tra cui 9 internazionali, segnando 3 gol.

### Allenatore
Oltre a quanto sopracitato, Armstrong ricoprì il ruolo di giocatore-allenatore nella Nazionale neozelandese dal 1958 al 1964. In questo periodo prese parte a 32 partite, vincendone 11, perdendone 19 e pareggiandone 2.
Nel 1980 allenò la Nazionale di calcio femminile della Nuova Zelanda.

## Statistiche

### Cronologia presenze e reti in nazionale
| Cronologia completa delle presenze e delle reti in nazionale ― Inghilterra | Cronologia completa delle presenze e delle reti in nazionale ― Inghilterra | Cronologia completa delle presenze e delle reti in nazionale ― Inghilterra | Cronologia completa delle presenze e delle reti in nazionale ― Inghilterra | Cronologia completa delle presenze e delle reti in nazionale ― Inghilterra | Cronologia completa delle presenze e delle reti in nazionale ― Inghilterra | Cronologia completa delle presenze e delle reti in nazionale ― Inghilterra | Cronologia completa delle presenze e delle reti in nazionale ― Inghilterra |
| Data                                                                       | Città                                                                      | In casa                                                                    | Risultato                                                                  | Ospiti                                                                     | Competizione                                                               | Reti                                                                       | Note                                                                       |
| -------------------------------------------------------------------------- | -------------------------------------------------------------------------- | -------------------------------------------------------------------------- | -------------------------------------------------------------------------- | -------------------------------------------------------------------------- | -------------------------------------------------------------------------- | -------------------------------------------------------------------------- | -------------------------------------------------------------------------- |
| 2-4-1955                                                                   | Londra                                                                     | Inghilterra                                                                | 7 – 2                                                                      | Scozia                                                                     | Torneo Interbritannico 1954                                                | -                                                                          |                                                                            |
| Totale                                                                     |                                                                            | Presenze                                                                   | 1                                                                          |                                                                            | Reti                                                                       | 0                                                                          |                                                                            |

## Palmarès

### Giocatore
- First Division: 1

Chelsea: 1954-1955
- Charity Shield: 1

Chelsea: 1955
- Chatham Cup: 3

North Shore United: 1960, 1961, 1963
- Chatham Cup: 1

Eastern Suburbs: 1965

### Allenatore
- National Soccer League: 2

Mount Wellington: 1972, 1974
- Chatham Cup: 1

Mount Wellington: 1973